# Wyższa liga białoruska w piłce siatkowej mężczyzn
Wyższa liga w piłce siatkowej mężczyzn (biał. Вышэйшая ліга па валейболе сярод мужчын, Wyszejszaja liha pa walejbole siarod mużczyn; ros. Высшая лига по волейболу среди мужчин, Wysszaja liga po wolejbołu sriedi mużczin) – najwyższa w hierarchii klasa męskich ligowych rozgrywek siatkarskich na Białorusi założona w 1992 roku po rozpadzie Związku Socjalistycznych Republik Radzieckich. Rywalizacja w niej toczy się co sezon, systemem ligowym wraz z fazą play-off - o tytuł mistrza Białorusi, a za jej prowadzenie odpowiada Białoruski Związek Piłki Siatkowej. 
Niższym poziomem ligowym jest pierszaja liha.

## Medaliści
| Sezon     | 1. miejsce                 | 2. miejsce                  | 3. miejsce                  |
| --------- | -------------------------- | --------------------------- | --------------------------- |
| 1992      | SKA Mińsk                  | Kirowiec Witebsk            | Kamunalnik Grodno           |
| 1992/1993 | Sputnik Witebsk            | SKA Mińsk                   | Zapadnyj Bug Brześć         |
| 1993/1994 | Sputnik Witebsk            | SKA Mińsk                   | Zapadnyj Bug Brześć         |
| 1994/1995 | Sputnik Witebsk            | SKA Mińsk                   | Kamunalnik Grodno           |
| 1995/1996 | SKA Mińsk                  | Sputnik Witebsk             | Kamunalnik Grodno           |
| 1996/1997 | Kamunalnik Grodno          | Sputnik Witebsk             | SKA Mińsk                   |
| 1997/1998 | SKA Mińsk                  | Kamunalnik Grodno           | Zapadnyj Bug Brześć         |
| 1998/1999 | Kamunalnik Grodno          | Zapadnyj Bug Brześć         | Dinamo-01 Witebsk           |
| 1999/2000 | SKA Mińsk                  | Marko-Dinamo-01 Witebsk     | Kamunalnik Grodno           |
| 2000/2001 | HWK-RUOR Homel             | Kamunalnik Grodno           | Dinamo-01 Witebsk           |
| 2001/2002 | Kamunalnik Grodno          | Zapadnyj Bug Brześć         | HWK Homel                   |
| 2002/2003 | Kamunalnik Grodno          | HWK Homel                   | Technopribor Mohylew        |
| 2003/2004 | HWK Homel                  | Kamunalnik Grodno           | Szachtospiecstroj Soligorsk |
| 2004/2005 | Kamunalnik Grodno          | HWK Homel                   | Szachtospiecstroj Soligorsk |
| 2005/2006 | Technopribor-Bieła Mohylew | Szachtospiecstroj Soligorsk | Mietałłurg Żłobin           |
| 2006/2007 | Technopribor-Bieła Mohylew | HWK Homel                   | Zapadnyj Bug Brześć         |
| 2007/2008 | Mietałłurg Żłobin          | Mietałłurg-Bieła Mohylew    | Kamunalnik Grodno           |
| 2008/2009 | Mietałłurg Żłobin          | Mietałłurg-Bieła Mohylew    | Stroitiel Mińsk             |
| 2009/2010 | Stroitiel Mińsk            | Mietałłurg Żłobin           | Kamunalnik Grodno           |
| 2010/2011 | Stroitiel Mińsk            | Kamunalnik Grodno           | Mietałłurg Żłobin           |
| 2011/2012 | Stroitiel Mińsk            | Kamunalnik Grodno           | Mietałłurg Żłobin           |
| 2012/2013 | Stroitiel Mińsk            | Szachcior Soligorsk         | Kamunalnik Grodno           |
| 2013/2014 | Stroitiel Mińsk            | Szachcior Soligorsk         | Kamunalnik Grodno           |
| 2014/2015 | Stroitiel Mińsk            | BATE-BGU Borysów            | Szachcior Soligorsk         |
| 2015/2016 | Stroitiel Mińsk            | BATE-BGU Borysów            | Szachcior Soligorsk         |
| 2016/2017 | Szachcior Soligorsk        | Stroitiel Mińsk             | BATE-BGUFK Borysów          |
| 2017/2018 | Szachcior Soligorsk        | Stroitiel Mińsk             | BATE-BGUFK Borysów          |
| 2018/2019 | Szachcior Soligorsk        | Stroitiel Mińsk             | Eniergija Homel             |
| 2019/2020 | Szachcior Soligorsk        | Stroitiel Mińsk             | Eniergija Homel             |
| 2020/2021 | Szachcior Soligorsk        | Stroitiel Mińsk             | Eniergija Homel             |
| 2021/2022 | Szachcior Soligorsk        | Stroitiel Mińsk             | Eniergija Homel             |
| 2022/2023 | Szachcior Soligorsk        | Stroitiel Mińsk             | Eniergija Homel             |
| 2023/2024 | Szachcior Soligorsk        | Eniergija Homel             | Stroitiel Mińsk             |
| 2024/2025 | Szachcior Soligorsk        | Stolica Mińsk               | Borisow-BGUFK               |

## Bilans klubów
| Klub                          | 1. miejsce | 2. miejsce | 3. miejsce |
| ----------------------------- | ---------- | ---------- | ---------- |
| Szachcior Soligorsk           | 9          | 3          | 4          |
| Stroitiel Mińsk               | 7          | 8          | 2          |
| Kamunalnik Grodno             | 5          | 5          | 8          |
| SKA Mińsk                     | 4          | 3          | 1          |
| Sputnik Witebsk               | 3          | 4          | 2          |
| HWK Homel                     | 2          | 3          | 1          |
| Mohylewskie Lwy Mohylew       | 2          | 2          | 1          |
| Mietałłurg Żłobin             | 2          | 1          | 3          |
| Zapadnyj Bug Brześć           | 0          | 2          | 4          |
| BATE-BGU / BATE-BGUFK Borysów | 0          | 2          | 3          |
| Eniergija Homel               | 0          | 1          | 5          |